# Flaggstångskriget

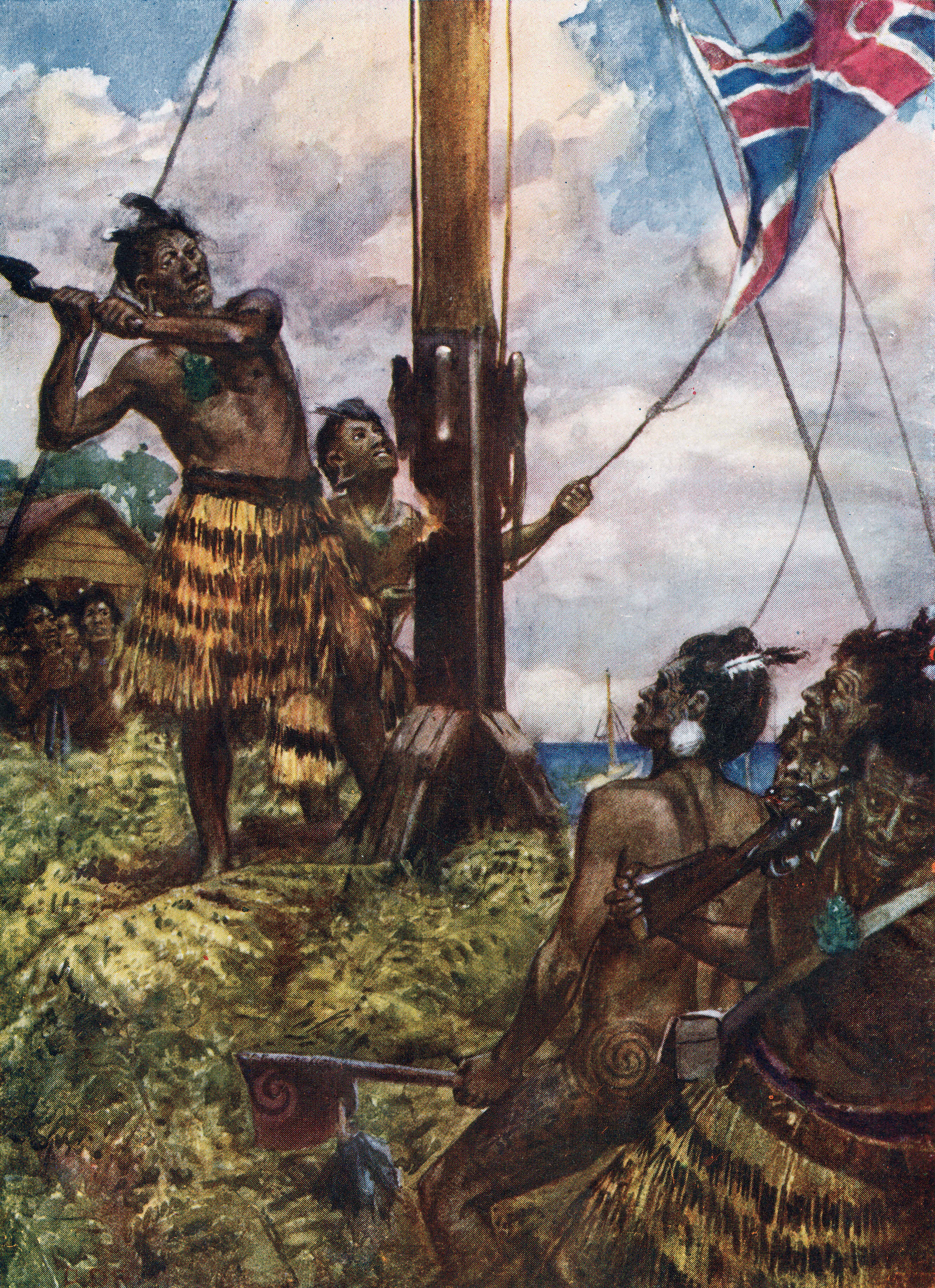
Heke fäller flaggstången

Det så kallade flaggstångskriget – även kallat första Maorikriget eller Höne Hekes krig – utkämpades på Nya Zeeland av maorierna mellan den 11 mars 1845 och den 11 januari 1846. Kriget utkämpades i och kring Bay of Islands, och flera platser brändes, tillsammans med maorierna. Detta har i efterhand benämnts Maoriska folkmordet.